# Тропічне повітря
Тропічне повітря — повітряні маси, сформовані в тропічних широтах. Характеризуються високими температурами, низькою відносною вологістю і запиленістю.